# Ієронім II
Ієронім ІІ (грец. Ιερώνυμος B'), в миру Іоанніс Ліапіс (нар. 30 березня 1938, Інофіта, Беотія) — чинний Предстоятель Православної церкви Греції, архієпископ Афінський та всієї Греції.

## Біографія
За першою освітою — лікар-кардіолог. 1967 року здобув другу освіту — на факультеті філології та теології Афінського університету. Потім був аспірантом у Грацькому, Регенсбурзькому та Мюнхенському університетах.
Священик з 1967 року. Протосингел Фівейської та Левадійскої митрополії (1967—1978), настоятель монастирів Преображенського Сагмата (1971—1977) та преподобного Луки (1977—1981), генеральний секретар Священного синоду Православної церкви Греції (1978—1981).
Хіротонія у сан єпископа відбулась 4 жовтня 1981 року. До обрання архієпископом був митрополитом Фівейским та Левадійскім у Беотії. Був кандидатом у архієпископи також 1998 року, проте поступився Христодулу. Після смерті Христодула обраний архієпископом 7 лютого 2008 у другому турі голосування архієреїв, що проходило у Благовіщенському кафедральному соборі міста Афіни.
16 лютого 2008 року у Благовіщенському кафедральному соборі Афін відбулася інтронізація Ієроніма II. Під час служби місцеблюститель архіепископського престолу митрополит Каристійський Серафим передав новому архієпископу жезл — символ влади Першоієрарха Православної церкви Греції.
2011 року став почесним громадянином міста Агрініо, Аттика. 10 травня 2011 року госпіталізований у столичній лікарні через подвійний перелом стегна.
У 2019 році за правління Ієроніма Православна церква Греції визнала автокефалію Православної Церкви України.
19 листопада 2020 року госпіталізований у лікарню «Євангеліос» із діагнозом Covid-19. 20 грудня сказав, що хотів би стати першим хто отримає вакцину від коронавірусу.

## Нагороди та премії
- Ієронім ІІ є автором монографії «Середньовічні пам'ятники Евбеї», за яку 1970 р. отримав премію Афінської академії наук.
- Почесний доктор медичного факультету університету Крайова і президент Грецького кардіологічного товариства.

### Україна
- Орден князя Ярослава Мудрого I ст. (27 липня 2013) — за визначну церковну діяльність, спрямовану на піднесення авторитету православ'я у світі, та з нагоди відзначення в Україні 1025-річчя хрещення Київської Русі[7]
- Орден князя Ярослава Мудрого III ст. (25 липня 2008) — за багаторічну плідну церковну діяльність на терені православ'я та з нагоди відзначення в Україні 1020-річчя хрещення Київської Русі[8]